# 十八番 〜J-POP 90's BEST〜
『十八番 〜J-POP 90's BEST〜』（オハコ ジェイポップ・ナインティーズ・ベスト）は、エイベックス・ディストリビューション（avex club）から企画・発売元とショップ・マニフィカ（前住友商事ダイレクトマーケティング部・旧住商ホームショッピング）ほか各社を取扱し、2004年1月31日リリースされたオリジナル・コンピレーションアルバムである。

## 解説
- 通販限定のオムニバスCDアルバムである。
- エイベックス、ポニーキャニオン、ワーナーミュージック・ジャパンがレコード会社を協力する。
- CD5枚組・全76曲を収録し、オリジナル音源マスターテープが使用された。

### 取扱商品関係
- a-box ～avex Best Hit Collection～
- Hits on TV

### 取扱商品で販売される番組関係
- ポシュレ（日本テレビ）
- 買物大図鑑（TBS）
- 通販DJ（フジテレビ・ディノス）
- 新生活提案セレクションX（テレビ朝日）
- てれとshop（テレビ東京）
- saQwa（デジタルダイレクト）